# JYJ
JYJ (відомі також як Junsu / Yuchun / Jejung в Японії) — південнокорейський музичний гурт, що складається з трьох колишніх учасників гурту TVXQ. Їх дебют відбувся в 2010 році в Японії з випуском мініальбому The…, що стартував на першому місці чарту Oricon. Повноцінний дебютний альбом гурту під назвою The Beginning був випущений в жовтні 2010 року.

## Історія гурту

### 2009: Процес проти SM Entertainment
Гурт JYJ був утворений після призупинення діяльності гурту TVXQ в 2009 році. Три учасники TVXQ (Кім Джеджун (псевдонім «Хіро»), Кім Джунсу (псевдонім «Сіа»), Пак Ючон (псевдонім «Міккі»)), які згодом і утворили JYJ, подали судовий позов проти своєї корейської компанії звукозапису SM Entertainment, стверджуючи, що тринадцятирічні контракти були несправедливими і члени гурту були позбавлені значної частки прибутку на користь компанії. У жовтні 2009 Центральний районний суд Сеулу виніс рішення на їхню користь з цього питання, підтверджуючи їх права на самостійну участь в індустрії розваг. Суддя звернув увагу на те, що контракти дійсно були рабськими і вельми різко і негарно порушували Трудове законодавство Південної Кореї. Тріо продовжувало свою діяльність в Японії ще півроку після подачі судового позову в Кореї, до того моменту, як їх японське агентство Avex не оголосило про припинення дії контракту в 2010.

### 2010: Повернення як JYJ, японський тур іThe Beginning
Як самостійний колектив тріо було оголошено в квітні 2010 року компанією Rhythm Zone в Японії. Гурти провів 2 види живих виступів: чотириденні «Thanksgiving Live in Dome» концерти в Осака Доум і Токіо Доум в червні, і виступ на А-nation в серпні. Дебютний альбом гурту The …, вийшов у вересні 2010, і відразу зайняв перше місце в японському чарті альбомів Oricon з кількістю 140,000 проданих копій за перший тиждень. Було продано 116,000 копій DVD з їх концертом «Thanksgiving Live in Dome» за перший тиждень. І альбом і DVD відразу після випуску очолили японський чарт Oricon.
У вересні 2010, Avex Group оголосило про припинення всієї діяльності JYJ в Японії. Згідно з офіційною заявою, це було пов'язано з непорозумінням між Avex і корейським агентством CJeS, який представляв JYJ в Південній Кореї. JYJ почали конфлікт, після того, як Avex зажадало перегляду пунктів контракту і деяких його умов.
Група випустила повноцінний дебютний англомовний альбом «The Beginning» 12 жовтня 2010, на чолі з продюсером синглу «Ayyy Girl» Каньє Уестом. За 2 тижні до випуску альбому, кількість передзамовлень перевищило 500,000 копій, а попередні замовлення спеціального видання альбому «The Beginning», випускається кількістю 99,999 копій, склали 400,000 запитів. На підтримку альбому, JYJ в жовтні і листопаді провели світове турне з виступами в Південній Кореї, Південно-Східної Азії та США. Квитки, кількістю 11,000 шт. на два виступи в Hwaseong Tiger Dome в Korea University були продані за 15 хвилин і частина прибутку пішла на пожертвування для World Vision. Незважаючи на проблеми з одержанням робочої візи (їм було відмовлено в ній за кілька днів до концертів), через які їх турне по США опинилося під загрозою відміни, JYJ вирішили продовжити тур і зробити безкоштовні концерти для своїх шанувальників. У підсумку, на концерт в Нью-Йорку прийшли 6400 шанувальників (3400 з яких потрапили в зал і ще 3000, які чекали на вулиці щоб побачити тріо). 27 і 28 листопада пройшов JYJ Worldwide Concert в Сеулі. Дводенний концерт проводився на Сеульському Олімпійському стадіоні, всього було продано 100,000 квитків (по 50,000 на кожен день). Він був проведений за підтримки широко-відомого продюсера Джері Слаутера.
Незважаючи на заборону JYJ на трьох головних телемовних компаніях Південної Кореї, вони змогли вперше виступити на телебаченні 31 грудня 2010 року на щорічній KBS Drama Awards. Вони виконали «찾았다» («Found You») — саундтрек до дорами «Скандал в Сонгюнвані», в якій в головній ролі знімався Пак Ючон.

### 2011 рік: Світове турне та In Heaven
JYJ випустили свій новий диск-книжку (точніше, extended play) «Their Rooms, Our Story» 25 січня 2011 року в форматі «музичне есе». Незважаючи на те, що продажі відстежувалися за рейтингом книг, а не CD, він продавався досить добре, щоб потрапити в Hanteo-чарт. Hanteo.
Навесні 2011, JYJ провели їх перше світове турне як гурт. Концерти проходили в Таїланді, Тайвані, Китаї, Канаді і США. Крім цього, тріо провело два благодійних концерти в Токіо. Зароблені гроші пішли на допомогу постраждалим від землетрусу в Японії в березні 2011 року. Вони також провели два додаткових концерту в Південній Кореї: один в Пусані і ще один в Кванджу.
JYJ Розширили своє світове турне концертами в Європі. Вони проходили в жовтні і листопаді 2011 року в Барселоні (Іспанія) і Берліні (Німеччина).
Незадовго до початку цього туру, Джеджун і Джунсу з JYJ відвідали Лос-Анджелес, щоб провести прес-конференцію.
Учасники гурту так само в цей час працювали над сольними проектами. Сіа Джунсу випустив свій сольний дебютний сингл «Xiah», що стартував з другого місця в Оріконе. Кім Джеджун знявся в драмі «Sunao ni Narenakute», а також взяв участь в зйомках кліпу на пісню Аюмі Хамасакі «Blossom».
28 листопада 2012 судовий розгляд щодо JYJ закінчено, у зв'язку з тим, що сторони прийшли до мирової згоди.

### 2013 рік: Тріумфальне повернення JYJ в Японію
18 січня 2013 року JYJ виграли судовий позов проти їхнього японського леблу AVEX
2 квітня JYJ нарешті повернулися до Японії з довгоочікуваним концертом «The Return to JYJ» в Токіо Доум, який продовжувався 3 дні. Всі квитки були продані в лічені хвилини, хоча ніякої діяльності гурту не було 3 роки. Це підтвердило їх статус зірок корейської хвилі. І хоча вони не можуть брати участь в телевізійних передачах, фанбаза гурту стала бальше і сильніше.
Для прихильників, які не в змозі були купити квиток на концерт, JYJ провели трансляцію останнього концерту в 113 кінотеатрах по всій Японії.
Під час концерту Пак Ючон представив свою сольну пісню як сюрприз. Пісня має назву «I Walk Through Spring with Her».

## Дискографія

### Альбоми
| Рік  | Інформація про альбом                                                                       | Місця в чартах | Місця в чартах | Продажі                                                                    |
| Рік  | Інформація про альбом                                                                       | JPN            | KOR            | Продажі                                                                    |
| ---- | ------------------------------------------------------------------------------------------- | -------------- | -------------- | -------------------------------------------------------------------------- |
| 2010 | The Beginning - Реліз: 14 жовтня, 2010 - Мова: англійська - Формат: CD, завантаження музики | 11             | 1              | 60,000 (Японія) 293,000 (Південна Корея) 520,000 (Загальносвітові продажі) |

### Інші диски
| Рік  | Інформація про альбом                                                                                                 | Місце в Oricon | Продажі          |
| ---- | --- | -------------- | ---------------- |
| 2010 | The… - Реліз: 8 вересня, 2010 - Мова: японська - Формат: CD, завантаження музики                                      | 1              | 175,000 (Японія) |
| 2011 | Their Rooms "Our Story" (우리 이야기 «Our Story») - Реліз: 15 січня, 2011 - Мова: корейська - Формат: Essay Book & CD |                | 150,000(Корея)   |

### DVD
| DVD # | Інформація про DVD | Треклист |
| ----- | --- | --- |
| 1-й   | Three Voices - Вийшов як: 3hree Voices - Реліз: 28 липня, 2010 - Тривалість: 3:00:00 - Кількість дисків: 4 - Продажі: 65,000 | Треклист Диски: 1. Junsu в Сіднеї 2. Jaejoong в Канаді 3. Yoochun в Сеулі 4. Оффшот і дайджест |
| 2-й   | Thanksgiving Live in Dome - Реліз: 8 вересня, 2010 - Кількість дисків: 2 - Продажі: 140,000                                  | Треклист 1. いつだって君に 2. Shelter 3. 君がいれば～Beautiful Love～ 4. 悲しみのゆくえ 5. 君のために 6. TOKYO LOVELIGHT (Live ver.) 7. been so long (Special Guest: Lisa) 8. レイニーブルー 9. 君がいるだけで 10. I have nothing 11. My Girlfriend (Special ver.) 12. Maze 13. XIAHTIC 14. COLORS～Melody and Harmony～ 15. Get Ready 16. Long Way 17. Intoxication (Encore) 18. W (Encore) 19. Making Movie |

## Тури
| #   | Тур                                      | Замітки                                                                   | Дата туру                |
| --- | ---------------------------------------- | ------------------------------------------------------------------------- | ------------------------ |
| 1-й | «Thanksgiving Live in Dome»              | Пісни з The… були виконані в цьому турі                                   | червень, 2010            |
| 2-й | «The Beginning Showcase World Tour 2010» | Тур в підтримку їхнього англомовного альбому The Beginning.               | жовтень — листопад, 2010 |
| 3-й | «JYJ World Tour Concert in 2011»         | Тур в підтримку їхнього англомовного альбому The Beginning і нових пісень | квітень-червень, 2011    |

## Нагороди і номінації
| Нагорода                                | Рік  | Категорія                     | Номінант / робота | Результат | Прим.  |
| --------------------------------------- | ---- | ----------------------------- | ----------------- | --------- | ------ |
| Channel [V] Thailand Music Video Awards | 2011 | Popular Asian Artist          | The Beginning     | Перемога  | [ 11 ] |
| KBS Best Icon Award \|                  | 2011 | Top Idol Star                 | In Heaven         | Перемога  | [ 12 ] |
| Korean Cultural Entertainment Awards    | 2012 | Grand Prize (Daesang)         | JYJ               | Перемога  |        |
| Korean Cultural Entertainment Awards    | 2014 | Grand Prize (Daesang)         | JYJ               | Перемога  |        |
| Korean Popular Culture and Arts Awards  | 2015 | Prime Minister's Commendation | JYJ               | Перемога  | [ 13 ] |

### Списки
| Видавець | Рік  | Список                | Місце | Прім.  |
| -------- | ---- | --------------------- | ----- | ------ |
| Forbes   | 2012 | Korea Power Celebrity | 13th  | [ 14 ] |
| Forbes   | 2013 | Korea Power Celebrity | 25th  | [ 15 ] |